# Sommer-Paralympics 2004/Leichtathletik/Hochsprung
Die Ergebnisliste der Hochsprung-Wettbewerbe bei den Sommer-Paralympics 2004 in Athen

## Männer

### F42
| Platz | Land | Athlet           |
| ----- | ---- | ---------------- |
| 1     | CHN  | Bin Hou          |
| 2     | CHN  | Wei Zhong Guo    |
| 3     | AUT  | Dennis Wliszczak |

### F44-F46
| Platz | Land | Athlet        |
| ----- | ---- | ------------- |
| 1     | CHN  | Yancong Wu    |
| 2     | USA  | Jeff Skiba    |
| 3     | CHN  | Qiu Hong Wang |